# Panama i olympiska spelen
Den här artikeln är helt eller delvis baserad på material från engelskspråkiga Wikipedia, tidigare version.
Panama deltog första gången vid olympiska sommarspelen 1928 i Amsterdam och har sedan dess deltagit i de flesta olympiska sommarspelen. De har aldrig deltagit i de olympiska vinterspelen.
Panama har totalt vunnit 4 medaljer (alla vid sommarspelen).

## Medaljer
| Guld | Silver | Brons | Totalt antal medaljer |
| ---- | ------ | ----- | --------------------- |
| 1    | 1      | 2     | 4                     |

### Medaljer efter sommarspel
| Spel                                    | Guld        | Silver      | Brons       | Totalt      |
| Amsterdam 1928                          | 0           | 0           | 0           | 0           |
| Los Angeles 1932                        | Deltog inte | Deltog inte | Deltog inte | Deltog inte |
| Berlin 1936                             | Deltog inte | Deltog inte | Deltog inte | Deltog inte |
| London 1948                             | 0           | 0           | 2           | 2           |
| Helsingfors 1952                        | 0           | 0           | 0           | 0           |
| Melbourne 1956 (ryttarspel i Stockholm) | Deltog inte | Deltog inte | Deltog inte | Deltog inte |
| Rom 1960                                | 0           | 0           | 0           | 0           |
| Tokyo 1964                              | 0           | 0           | 0           | 0           |
| Mexico City 1968                        | 0           | 0           | 0           | 0           |
| München 1972                            | 0           | 0           | 0           | 0           |
| Montreal 1976                           | 0           | 0           | 0           | 0           |
| Moskva 1980                             | Deltog inte | Deltog inte | Deltog inte | Deltog inte |
| Los Angeles 1984                        | 0           | 0           | 0           | 0           |
| Seoul 1988                              | 0           | 0           | 0           | 0           |
| Barcelona 1992                          | 0           | 0           | 0           | 0           |
| Atlanta 1996                            | 0           | 0           | 0           | 0           |
| Sydney 2000                             | 0           | 0           | 0           | 0           |
| Aten 2004                               | 0           | 0           | 0           | 0           |
| Peking 2008                             | 1           | 0           | 0           | 1           |
| London 2012                             | 0           | 0           | 0           | 0           |
| Rio de Janeiro 2016                     | 0           | 0           | 0           | 0           |
| Tokyo 2020                              | 0           | 0           | 0           | 0           |
| Paris 2024                              | 0           | 1           | 0           | 1           |
| Totalt                                  | 1           | 1           | 2           | 4           |

### Medaljer efter sporter
| Sport     | Guld | Silver | Brons | Totalt |
| Friidrott | 1    | 0      | 2     | 3      |
| Boxning   | 0    | 1      | 0     | 1      |
| Totalt    | 1    | 1      | 2     | 4      |